# Haas VF-16
A Haas VF-16 egy Formula–1-es versenyautó, amit a Dallara tervezett és a Haas F1 Team versenyeztetett a 2016-os Formula–1 világbajnokság során. Pilótái Romain Grosjean és Esteban Gutiérrez voltak.

## Bemutató
A Haas F1 Team istállója volt az első, mely megerősítette az új autója bemutatójának időpontját. Günther Steiner a csapatfőnöke jelentette be, hogy február 21-én fog bemutatkozni az új autó, online közvetítés útján. Eredetileg már aznap kigurult volna a pályára Barcelonában, de a Mercedes csapat filmforgatás céljából kibérelte a pályát, így csak másnap reggelre került az autó bemutatásra. Néhány nappal később hivatalosan is megerősítették, hogy magyar idő szerint vasárnap délután 3 órakor mutatják be az új autójukat.

## Elnevezés
A Haas első szerszámgépét, egy 1988-as CNC-esztergagépet VF-1-esnek hívták A V az angol „vertical”-t takarva, utalva a szerszámgépeknél alkalmazott „függőleges” szabványra. Gene Haas amolyan nem hivatalos módon rakta az F-1-et a gép nevéhez, ami a „very first one” azaz a „legelső” kifejezést takarta.

## Tervezés
Gene Haas Günther Steiner és a Ferrari segítségével építette fel csapatát. Két évnyi munka után mutatták be az első Formula–1-es autójukat. A telemetriai adatokat a Ferrari mérnökeivel közösen elemezték, 2015-ben az év nagy részére hetven munkatársát „kölcsönadták” a Haasnak, hogy lefektessék az autó és a csapat alapjait. A Ferraris kapcsolat révén számtalan alkatrészt a maranellói gyárból kapott a csapat, sőt, a Ferrari szélcsatornáját is használhatták.
A Haas Banbury-ben található gyárában a csapat március első hetében még a második autó összerakásával volt elfoglalva. A felkészülés során a barcelonai teszteken az istálló pilótái dicsérték az autó kasztniját, amit nem maga a csapat, hanem az olasz Dallara tervezett meg és gyártotta le.

## Festés és szponzorok
Partnerségi megállapodást kötött a csapat az Alpinestarssal, így a cég biztosítja majd Grosjean és Gutierrez öltözékét, valamint a további szükséges versenyzői kiegészítőket. Március közepén kicsit módosítottak az autó fényezésén és színarányán.

## A szezon
A szezont megelőző tesztek során kisebb bakik árnyalták a képet: Grosjean autójáról leszakadt az első szárny, továbbá gondok voltak az üzemanyagátfolyással, és a turbóval is.
Ausztráliában szintén balszerencsés startot vettek: Grosjean még a boxutcában ütközött Rio Haryantóval a szabadedzés során, és az időmérő edzésen is lassúak voltak. A futamon Gutiérrez összeütközött Fernando Alonsóval, egy hatalmas balesetet okozva ezzel. A helyzetet kihasználva Grosjeant új taktikára állították, aki így a versenyt a hatodik helyen zárta - pontszerző debütálásra új csapatként azelőtt csak a Toyota volt képes 2002-ben, illetve 2009-ben a technikailag nem új csapatnak számító Brawn GP.
Bahreinben Grosjean képes volt ezt a teljesítményt is túlszárnyalni, amikor is az időmérő edzésen a Q3-ba juttatta az autót, és ötödikként ért célba. Ezt követően aztán a teljesítményük visszaesett, Grosjean háromszor tudott még pontot szerezni, de kétszer el sem tudott rajtolni a futamon, Brazíliában egy banális hiba miatt: a felvezető körön összetörte az autóját. Gutiérrez felejthető teljesítményt nyújtott, egyetlen pontot sem szerzett az idényben, ezért tőle az év végén meg is váltak.

## Eredmények
(táblázat értelmezése)
| Év   | Motor   | Gumi | Rajt- szám | Versenyzők        | 1   | 2   | 3   | 4   | 5   | 6   | 7   | 8   | 9   | 10  | 11  | 12  | 13  | 14  | 15  | 16  | 17  | 18  | 19  | 20  | 21  | Helyezés | Pont |
| ---- | ------- | ---- | ---------- | ----------------- | --- | --- | --- | --- | --- | --- | --- | --- | --- | --- | --- | --- | --- | --- | --- | --- | --- | --- | --- | --- | --- | -------- | ---- |
| 2016 | Ferrari | P    |            |                   | AUS | BHR | CHN | RUS | ESP | MON | CAN | EUR | AUT | GBR | HUN | GER | BEL | ITA | SIN | MAL | JPN | USA | MEX | BRA | ABU | 8.       | 29   |
| 2016 | Ferrari | P    | 8          | Romain Grosjean   | 6   | 5   | 19  | 8   | KI  | 13  | 14  | 13  | 7   | KI  | 14  | 13  | 13  | 11  | NI  | KI  | 11  | 10  | 20  | NI  | 11  | 8.       | 29   |
| 2016 | Ferrari | P    | 21         | Esteban Gutiérrez | KI  | KI  | 14  | 17  | 11  | 11  | 13  | 16  | 11  | 16  | 13  | 11  | 12  | 13  | 11  | KI  | 20  | KI  | 19  | KI  | 12  | 8.       | 29   |

Megjegyzés:
* A szezon jelenleg is zajlik.
- † – Nem fejezte be a futamot, de rangsorolva lett, mert teljesítette a versenytáv 90%-át.